# Télédiffusion de France
«Теледиффюзьон де Франс» («Télédiffusion de France») — упрощённое анонимное общество (до 1986 года — государственное учреждение имеющие промышленный и коммерческий характер), осуществляющая распространение теле- и радиопередач посредством радиоволн с 1975 года, и в 1975—2005 гг. обладавшая монополией на него. 

## Правопредшественники
Основана в 1975 году в результате реорганизации общественное учреждения, имевшего промышленный и коммерческий характер «Управления французского радиовещания и телевидения» путём разделения. 

## Владельцы
- в 1975—1990 гг. - Министерство национальной экономики Франции
- в 1990—2002 гг. — национальная компания (в 1990-1996 гг. - общественное учреждение имеющее промышленный и коммерческий характер) «Франс Телеком»
- с 2002 года[2] — частные компании.

## Активы
Передающие и ретрансляционные радиотелестанции
- Радиоцентр в Аллюи[3], обеспечивал вещание на длинных волнах;
- Радиоцентр в Иссудене, обеспечивал вещание на коротких волнах;
- (Эльзас)
  - Радиотелестанция Донон-Сарребура (Émetteur du Donon-Sarrebourg)
  - Радиотелестанция Моллюза (Émetteur de Mulhouse)
  - Радиотелестанция Нордхайма-Страсбурга (Émetteur TV de Nordheim-Strasbourg) обеспечивает вещанием Страсбург
- (Лотарингия)
  - Радиотелестанция Буа-де-Ша (Émetteur du Bois de Châ)
  - Радиотелестанция Дуа-де-ля-Вьерж (Émetteur du Bois de la Vierge)
  - Радиотелестанция О-Демона (Émetteur du Haut de Dimont)
  - Радиотелестанция Отвиллера (Émetteur d’Hautvillers), обеспечивает вещанием Реймс
  - Радиотелестанция Кройцберга (Émetteur de Kreutzberg)
  - Радиотелестанция Люттанжа (Émetteur de Luttange)
  - Радиотелестанция Мальзевиля (Émetteur de Malzéville), обеспечивает вещанием Нанси
  - Радиотелестанция Септсаржа (Émetteur de Septsarges)
- (Шампань-Арденны)
  - Радиотелестанция Шалендрея (Émetteur de Chalindrey)
  - Радиотелестанция Рисея (Émetteur des Riceys)
  - Радиотелестанция Сюри (Émetteur de Sury)
  - Радиотелестанция Вилленрункура (Émetteur de Willeroncourt)
- (Нор-па-де-Кале)
  - Радиотелестанция Бувиньи-Бойефле (Émetteur de Bouvigny-Boyeffles), обеспечивает вещанием Лилль
  - Радиотелестанция Валенсьен-Марли (Émetteur de Valenciennes Marly)
  - Радиотелестанция горы Кат (Émetteur du mont des Cats)
  - Радиотелестанция горы Ламбер (Émetteur du mont Lambert)
- (Пикардия)
  - Радиотелестанция Амьен-Сен-Жюста (Émetteur d’Amiens Saint-Just)
  - Радиотелестанция Флори (Émetteur de Fleury)
  - Радиотелестанция Лянднузи-ля-Вилля (Sites d'émission de Landouzy-la-Ville)
  - Радиотелестанция Лимо (Émetteurs de Limeux)
- (Нижняя Нормандия)
  - Радиотелестанция Дигосвилля (Site d'émission de Digosville)
  - Радиотелестанция горы Пинсон (Émetteur du mont Pinçon)
  - Радиотелестанция горы Амен (Émetteur des monts d’Amain)
- (Верхняя Нормандия)
  - Радиотелестанция Гран-Куронна (Émetteur de Grand-Couronne)
- (Иль-де-Франс)
  - Радиотелестанция Шеневьер-сю-Марна (Tour hertzienne de Chennevières sur Marne)
  - Радиотелестанция Модетур-ан-Вексина (Émetteur de Maudétour-en-Vexin)
  - Радиотелестанция Виллебона-сюр-Иветт (Émetteur de Villebon-sur-Yvette)
- (Бретань)
  - Радиотелестанция Мустуар-Ак (Émetteur de Moustoir-Ac)
  - Радиотелестанция Рох-Тредюдона (Émetteur de Roc’h Trédudon)
  - Радиотелестанция Сен-Перна (Émetteur de Saint-Pern) обеспечивает вещанием Ренн
- (Земли Луары)
  - Радиотелестанция О-Гулена (Émetteur de Haute-Goulaine), обеспечивает вещанием Нант
  - Радиотелестанция Ман-Майе (Émetteur du Mans-Mayet)
  - Радиотелестанция горы Рошар (Émetteur du mont Rochard)
  - Радиотелестанция Рошфор-сюр-Луара (Émetteur de Rochefort-sur-Loire)
- (Центр)
  - Радиотелестанция Киссая (Émetteur de Chissay)
  - Радиотелестанция О-Сомона (Émetteur des Hauts Saumons)
  - Радиотелестанция Маликорне (Sites d'émission de Malicornay)
  - Радиотелестанция Монландона (Émetteur de Montlandon)
  - Радиотелестанция Нови-до-Клошера (Émetteur de Neuvy-Deux-Clochers)
  - Радиотелестанция Трайну (Émetteur de Traînou), обеспечивает вещанием Орлеан
- (Пуату-Шаранта)
  - Радиотелестанция Амеллу (Émetteur d’Amailloux)
  - Радиотелестанция Ньор-Месоннэ (Émetteur de Niort-Maisonnay)
- (Овернь)
  - Радиотелестанция Буа-де-Шантузье (Émetteur du Bois de Chantuzier)
  - Радиотелестанция Пюи-де-Дома (Site d'émission du puy de Dôme), обеспечивает вещанием Клермон-Ферран
- (Рона-Альпы)
  - Радиотелестанция Южного Пика (Émetteur de l’aiguille du Midi)
  - Радиотелестанция Бельведера де ля Жан (Émetteur du belvédère de la Jeanne)
  - Радиотелестанция Пика де-Бландин (Site d'émission de la crête de Blandine)
  - Радиотелестанция Ля-Круа-Шамбруз (Émetteur de la Croix de Chamrousse)
  - Радиотелестанция Ля-Круа-де-Гуизая (Sites d'émission de la Croix de Guizay)
  - Башня Фурвье (tour métallique de Fourvière), обеспечивает вещание Лион
  - Радиотелестанция Горы Шат (Émetteur du mont du Chat)
  - Радиотелестанция горы Пилата (Émetteur du mont Pilat)
  - Радиотелестанция горы Ронд (Émetteur du mont Rond)
  - Радиотелестанция Сен-Дени-ле-Бурга (Tour hertzienne de Saint-Denis-lès-Bourg)
- (Лимузен)
  - Радиотелестанция Кара (Émetteur des Cars) обеспечивает вещанием Лимож
  - Радиотелестанция Лиссак-сюр-Коза (Émetteur de Lissac-sur-Couze)
  - Радиотелестанция горы Бессу (Émetteur du mont Bessou)
  - Радиотелестанция Сен-Леже-Геретуа (Émetteur de Saint-Léger-le-Guérétois)
- (Аквитания)
  - Радиотелестанция Одри (Émetteur d’Audrix)
  - Радиотелестанция Бульяка (Émetteur de Bouliac) обеспечивает вещанием Аквитанию
  - Радиотелестанция Ля-Руна (Émetteur de la Rhune)
- (Прованс-Альпы-Лазурный Берег)
  - Радиотелестанция массива де Этуаля (Sites d'émission du massif de l'Étoile)
  - Радиотелестанция горы Венту (Émetteur du mont Ventoux)
- (Лангедок-Руссильон)
  - Радиотелестанция Бионна (Émetteur de Bionne)
  - Радиотелестанция горы Сен-Бодиль (Émetteur du mont Saint-Baudille) обеспечивал вещанием Монпелье
  - Радиотелестанция горы Сен-Клер (Émetteur du mont Saint-Baudille)
  - Радиотелестанция пика де Нор (Émetteur du pic de Nore)
  - Радиотелестанция Пюиг-Ноло (Émetteur du Puig Neulós)
  - Радиотелестанция Трюк де Фортюнио (Émetteur du Truc de Fortunio)
- (Пиринеи-Юг)
  - Радиотелестанция Ажен-д’Авейрона (Émetteur d’Agen-d’Aveyron)
  - Радиотелестанция Родеза (Émetteur Rodez 3)
  - Радиотелестанция Лябастид-дю-О-Мон (Sites émetteurs de Labastide-du-Haut-Mont)
  - Радиотелестанция Левезу (Émetteur du Lévézou)
  - Радиотелестанция Пика Южного Бигора (Émetteur du pic du Midi de Bigorre)
- (Франш-Конте)
  - Радиотелестанция Бюлая (Émetteur du Bulay)
  - Радиотелестанция Монфокона (Émetteur de Montfaucon)
  - Радиотелестанция Велеро-ле-Бельруа (Émetteur de Vellerot-lès-Belvoir)
- (Бургундия)
  - Радиотелестанция О-Фолена (Émetteur du Haut-Folin)
  - Радиотелестанция Молезма (Émetteur de Molesmes)
  - Радиотелестанция Горы Сен-Венсан (Émetteur de Mont-Saint-Vincent)
  - Радиотелестанция Нюи-Сен-Жоржа (Émetteur de Nuits-Saint-Georges) обеспечивает вещанием Дижон;
  - Радиотелестанция Сана (Émetteur de Sens)

В 1988-1996 гг. компании принадлежал телекоммуникационный спутник прямого спутникового телевещания «ТДФ 1» (TDF 1), в 1990-1997 гг. - телекоммуникационный спутник прямого спутникового телевещания «ТДФ 2» (TDF 2).